# Krowiarki
Krowiarki is een plaats in het Poolse district  Raciborski, woiwodschap Silezië. De plaats maakt deel uit van de gemeente Pietrowice Wielkie en telt 1100 inwoners.